# Friedrich August Peter von Colomb

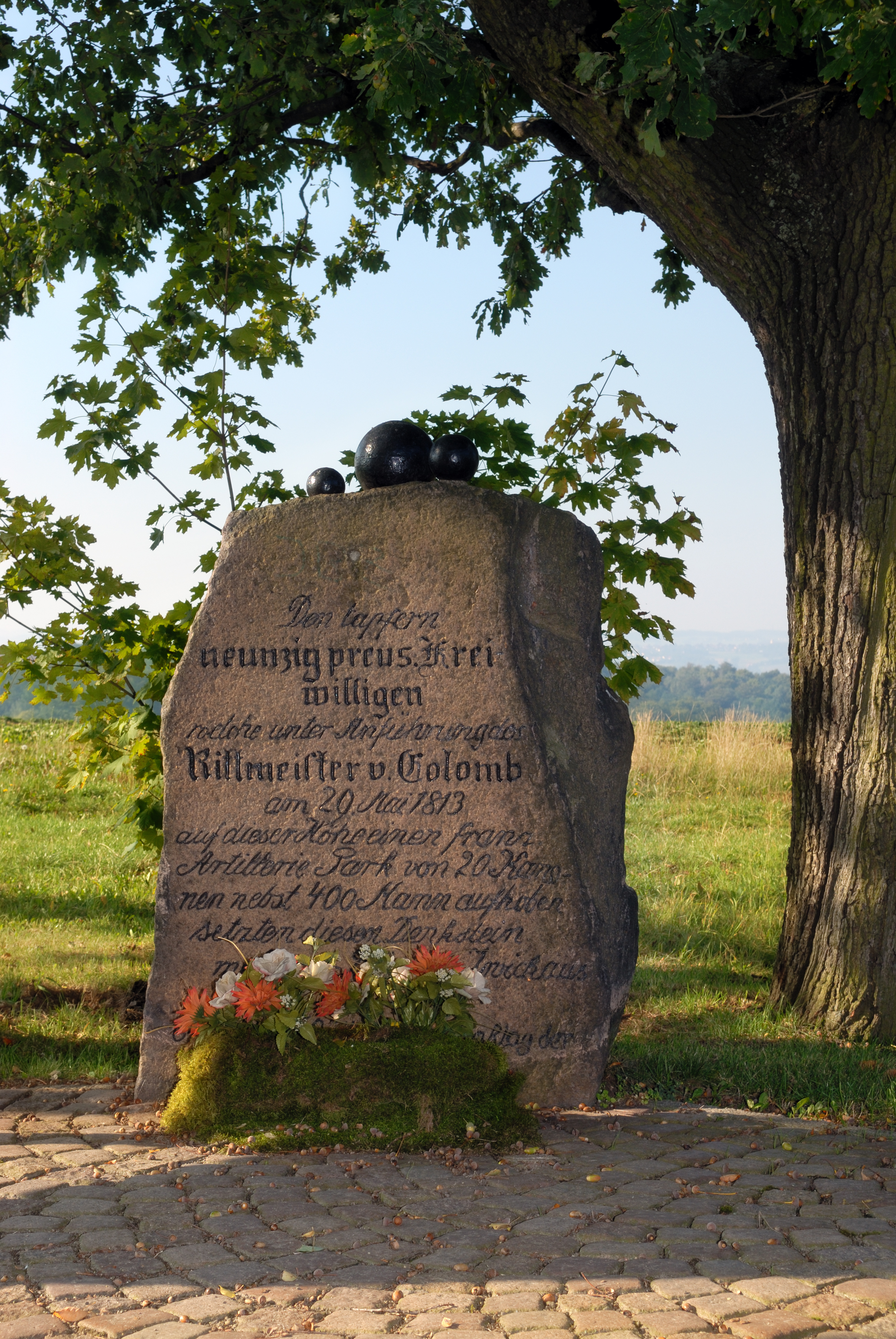
Colombstein niedaleko Zwickau

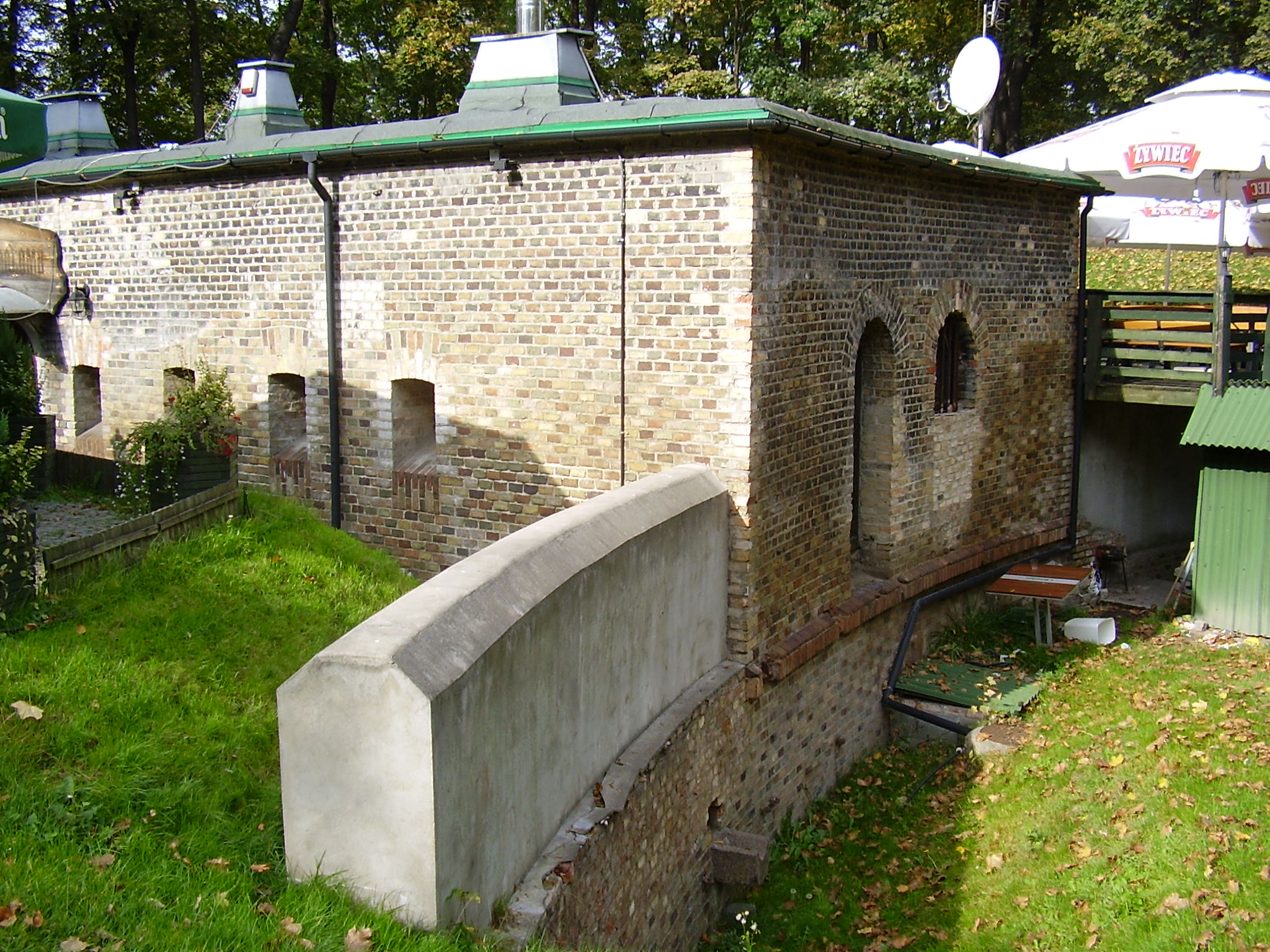
Blokhauz przeciwskarpy Bastionu Colomb w Poznaniu

Friedrich August Peter von Colomb (ur. 19 czerwca 1775 w Ostfriesland, zm. 12 grudnia 1854 w Królewcu) – pruski generał kawalerii.
Jego ojcem był Pierre Colomb (1719–1797). Miał dwójkę rodzeństwa: Ludwig (1768–1831) oraz Amelia (1772–1850). Był dwukrotnie żonaty: w 1808 roku poślubił Wilhelminę Luise Stosch (1784–1822), z którą miał czterech synów, a w 1824 ożenił się z Marią Henriette Stosch (1791–1857), z którą miał dwóch synów. Służbę w wojsku rozpoczął w 1792 roku. Od 1843 roku był głównodowodzącym 5. Korpusu Armijnego w Poznaniu. Jego nazwiskiem został nazwany Bastion IV oraz Fort VII w Twierdzy Poznań.

## Odznaczenia
W trakcie służby gen. von. Colomb otrzymał:
- Order Orła Czerwonego I klasy z liśćmi dębu i brylantami (Prusy)
- Krzyż Żelazny I klasy (Prusy)
- Krzyż Żelazny II klasy (Prusy)
- Odznaka za Służbę Wojskową (Prusy)
- Order Świętego Jerzego I klasy (Imperium Rosyjskie)
- Order Świętej Anny I klasy z brylantami (Imperium Rosyjskie)
- Order Świętego Stanisława I klasy (Imperium Rosyjskie)